# SAR (Mesopotamien)
Der babylonisch-sumerische Begriff SAR bezeichnete im Sexagesimalsystem den Wert 3600 oder eine der nächsthöheren Recheneinheiten. In der sumerischen Königsliste wurden die Regierungsjahre in SAR und NER angegeben, wobei sechs NER einem SAR entsprechen. Die Werte SAR und NER sind beispielsweise als Längenmaße (1 SAR = 3600 Ellen) beim Bau der Stadtmauer von Dur Šarrukin erwähnt, die Sargon II. errichten ließ, wobei ein SAR umgerechnet einen Durchschnittswert von etwa 1866 Metern ergibt. Sechs SAR betragen als Längenmaß außerdem einem Danna.